# Alessandro Perissinotto
Alessandro Perissinotto (Turijn, 1964) is een Italiaans linguïst en schrijver.
Perissinotto doet onderzoek naar legenden en gebruiken in de Alpen en is een ervaren bergbeklimmer en skiër. Veel van zijn tijd brengt hij in de bergen door. Hij doceert linguïstiek aan de universiteiten van Bergamo en Turijn. 
Zijn eerste boek, een politieroman, Het jaar dat ze Rosetta vermoordden speelt zich af in een klein Alpendorp in de jaren zestig. In Het Lied van Colombano gaat de schrijver terug naar de 16e eeuw, maar weer speelt het verhaal zich af in een geïsoleerd bergdorp.